# أحمد عمران (لاعب كرة قدم)
أحمد عمران (9 يوليو 1983 - ) هو لاعب كرة قدم مصري في مركز الوسط. لعب مع نادي أسمنت السويس ونادي الجونة ونادي الزمالك ونادي المصرية للاتصالات ونادي إنبي.